# Tauraco persa
Tauraco persa là một loài chim trong họ Musophagidae.